# Política econòmica anticíclica

Els cicles econòmics es caracteritzen per l'alternança de períodes alcistes i de recessió. Les polítiques econòmiques anticícliques proposen mesures estatals per superar les recessions, durant les quals el capital privat no s'inverteix per temor a les pèrdues. Entre les propostes es troba la creació d'ocupació i empreses públiques, la baixada d'impostos o la pujada de salaris amb la finalitat de restaurar l'equilibri econòmic.

La política econòmica anticíclica o contracíclica consisteix en el conjunt d'accions governamentals dedicades a impedir, superar, o minimitzar els efectes del cicle econòmic.
Els cicles econòmics són fluctuacions de l'activitat econòmica inherents a l'economia i caracteritzades per l'alternança de períodes alcistes i de recessió. Els cicles econòmics són conseqüència de la sobreacumulació o sobreproducció, a la qual segueixen expectatives de disminució de la taxa de guany (o que la taxa de guany sigui menor que la taxa d'interès), la qual cosa provoca la reducció d'inversions i la desacceleració del nivell d'activitat. Diversos factors exògens, com les crisi del petroli o les crisis financeres, poden contribuir a revertir el cicle o a accentuar els seus efectes.
Les polítiques anticícliques generalment són defensades pels keynesianes, que consideren que el cicle econòmic no tendeix a l'equilibri general, com pensaven els neoclàssics. Segons l'escola keynesiana el dèficit i la inversió pública és el principal instrument de política econòmica per esmorteir els efectes del cicle. Així, durant la recessió, el govern ha d'intervenir, reduint tributs, promovent l'expansió del crèdit i augmentant la despesa, realitzant inversions que siguin capaces d'estimular l'economia.
D'aquesta forma, durant una recessió, on el capital privat no té expectatives de guany que fomentin la seva inversió, és el dèficit públic el que deu expandir-se per poder restablir l'equilibri econòmic. De la mateixa forma, l'invers deu ocórrer durant la fase creixent del cicle, en els períodes de prosperitat l'Estat deu augmentar la recaptació, creant un superàvit per pagar els seus deutes i formar un fons de reserva que pugui ser utilitzat durant els períodes de recessió o depressió econòmica.